# Ottone (Händel)
Ottone, re di Germania (título original en italiano, Otón, rey de Alemania, HWV 15) es una ópera en tres actos con música de Georg Friedrich Händel y libreto en italiano de Nicola Francesco Haym, que a su vez estaba basado en un libreto anterior de Stefano Benedetto Pallavicino para la ópera de Antonio Lotti, Teofane. Fue la primera nueva ópera escrita para la cuarta temporada de la Royal Academy of Music. Händel había terminado la primera versión el 10 de agosto de 1722, pero revisó la ópera antes de su estreno.

## Historia
El estreno en 12 de enero de 1723 en el King's Theatre, Haymarket, también significó el debut londinense de Francesca Cuzzoni como Teofane.  La ópera fue un gran éxito en vida de Händel, y recibió reposiciones en diciembre de 1723, 1726, 1727 y 1733, en algunos casos con música adicional.  Ottone también destaca como la única ópera de Händel en la que apareció Farinelli, en el papel de Adelberto, en diciembre de 1734. En Alemania, Ottone fue representada en Brunswick (Braunschweig) y Hamburgo en los años 1720. La siguiente producción en Alemania, el 5 de julio de 1921 en Gotinga, fue la primera reposición de una ópera de Händel en el siglo XX. En el Reino Unido, la siguiente producción después de 1734 la dio la Handel Opera Society el 19 de octubre de 1971 en el Teatro Sadler's Wells.

## Personajes
| Personaje | Tesitura      | Reparto del estreno, 12 de enero de 1723 (Director: - ) |
| --------- | ------------- | ------------------------------------------------------- |
| Ottone    | alto castrato | Senesino (Francesco Bernardi)                           |
| Teofane   | soprano       | Francesca Cuzzoni                                       |
| Emireno   | bajo          | Giuseppe Maria Boschi                                   |
| Gismonda  | soprano       | Margherita Durastanti                                   |
| Adelberto | alto castrato | Gaetano Berenstadt                                      |
| Matilda   | contralto     | Anastasia Robinson                                      |

## Argumento
La ópera se basa en los acontecimientos de la vida de Otón I y Otón II alrededor del año 970.  

## Grabaciones
- harmonia mundi HMU 907073.75: Drew Minter, Lisa Saffer, Juliana Gondek; Orquesta Barroca de Friburgo; Nicholas McGegan, director.[5]
- Decca Classics DHO3 483 1814: Max Emanuel Cencic, Lauren Snoufer, Pavel Kudinov, Ann Hallenberg, Xavier Sabata, Anna Starushkevych; Il Pomo D'Oro; George Petrou, director. 2017